# 齐平景
齐平景（1954年7月—）河北省晋县（今晋州市）人，中国外文局副局长、中国国际图书贸易总公司总经理，大学学历，副译审。2013年12月因严重违纪违法被开除中国共产党党籍及公职。

## 生平
1954年7月，齐平景生于河北省晋县。1975年1月，毕业于北京外国语学院法语系。1975年2月参加工作。1975年2月到8月，齐平景在中国国际图书贸易总公司储运部任职。
1975年9月到1977年7月，齐平景留学摩洛哥文学院。1977年9月到1981年3月，担任中国国际图书贸易总公司欧美部翻译。1981年4月到1984年6月，在中国国际图书贸易总公司经理室翻译科任职。1984年7月到1985年6月，在法国百周年出版社进修。1985年7月到1988年7月，担任中国国际图书贸易总公司欧美部法语科科长。1988年8月到1992年11月，担任中国国际图书贸易总公司欧美处副处长。1992年12月到1993年11月，担任中国国际图书贸易总公司德国分公司进出口部经理。
1993年12月到1996年4月，齐平景担任中国国际图书贸易总公司总经理助理。其间，1995年10月加入中国共产党。1996年5月到2000年5月，担任中国国际图书贸易总公司副总经理。2000年5月，出任中国国际图书贸易总公司总经理。2002年7月到2010年12月，担任中国外文局副局长兼中国国际图书贸易总公司总经理。2011年1月起，任中国外文局副局长，不再兼任中国国际图书贸易总公司总经理职务。他还是全国翻译专业资格（水平）考试工作领导小组成员。
2013年10月11日，齐平景因涉嫌严重违纪违法而接受中共中央纪律检查委员会调查。2013年12月26日，齐平景因犯有严重违纪违法问题，其中贪污、受贿问题已经涉嫌犯罪，根据《中国共产党纪律处分条例》等规定，经中共中央纪律检查委员会审议并报中共中央批准，“决定给予齐平景开除党籍、开除公职处分；收缴其违纪违法所得；将其涉嫌犯罪问题及线索移送司法机关依法处理。”
2014年12月15日，淄博市中级人民法院作出一审判决，对淄博市人民检察院起诉书和公诉意见书的意见全部予以采纳，以受贿罪判处其无期徒刑，剥夺政治权利终身，并处没收人个全部财产；以贪污罪判处其有期徒刑十年；数罪并罚，决定执行无期徒刑，剥夺政治权利终身，并处没收个人全部财产。齐平景认罪服判未上诉。
2023年3月，北京市高级人民法院将齐平景的刑期减为有期徒刑22年，刑期至2045年2月27日止。